# Limnophora spreta
Limnophora spreta este o specie de muște din genul Limnophora, familia Muscidae, descrisă de Malloch în anul 1921. Conform Catalogue of Life specia Limnophora spreta nu are subspecii cunoscute.